# 板井原集落

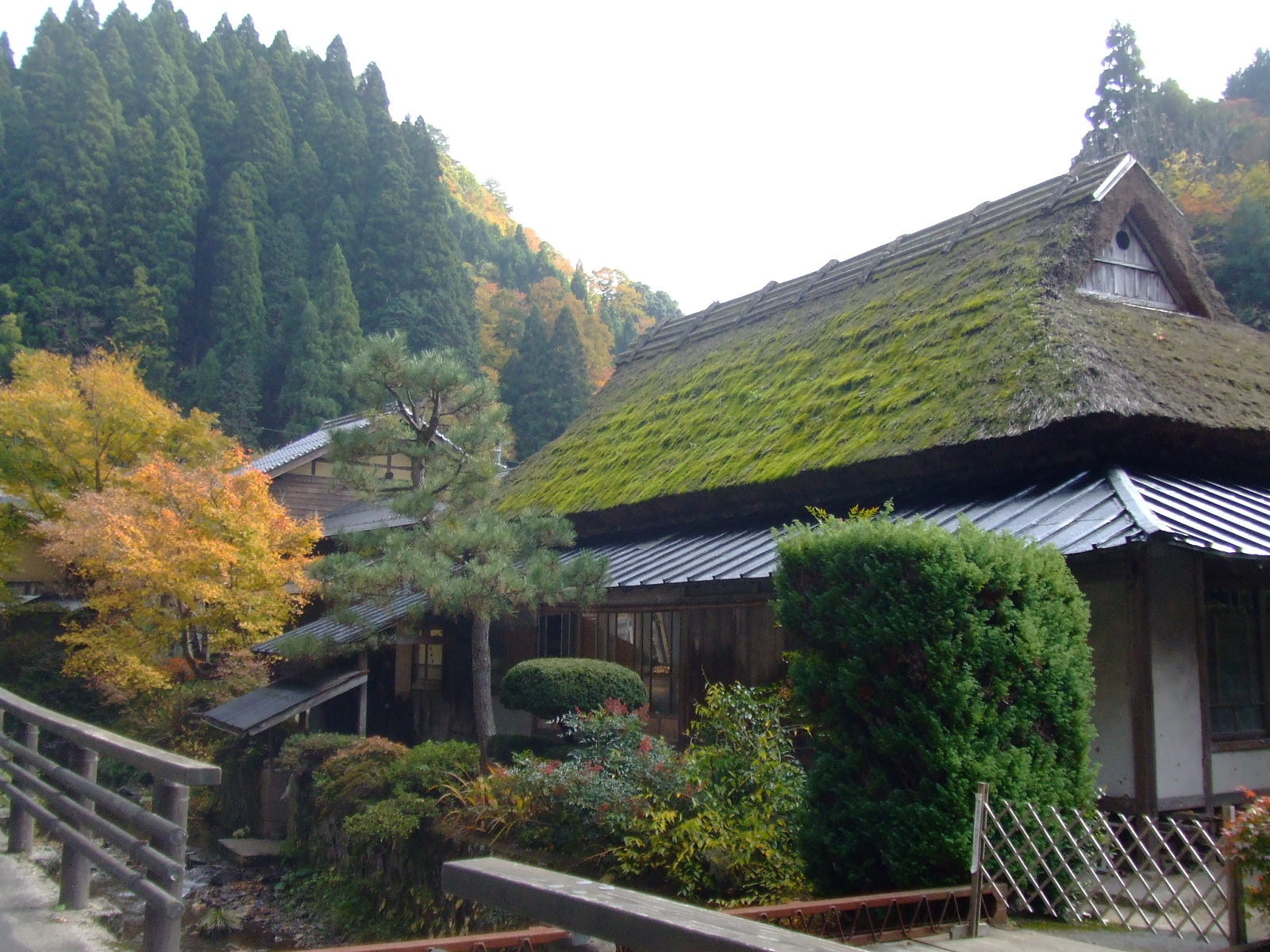
板井原集落（藤原家住宅）

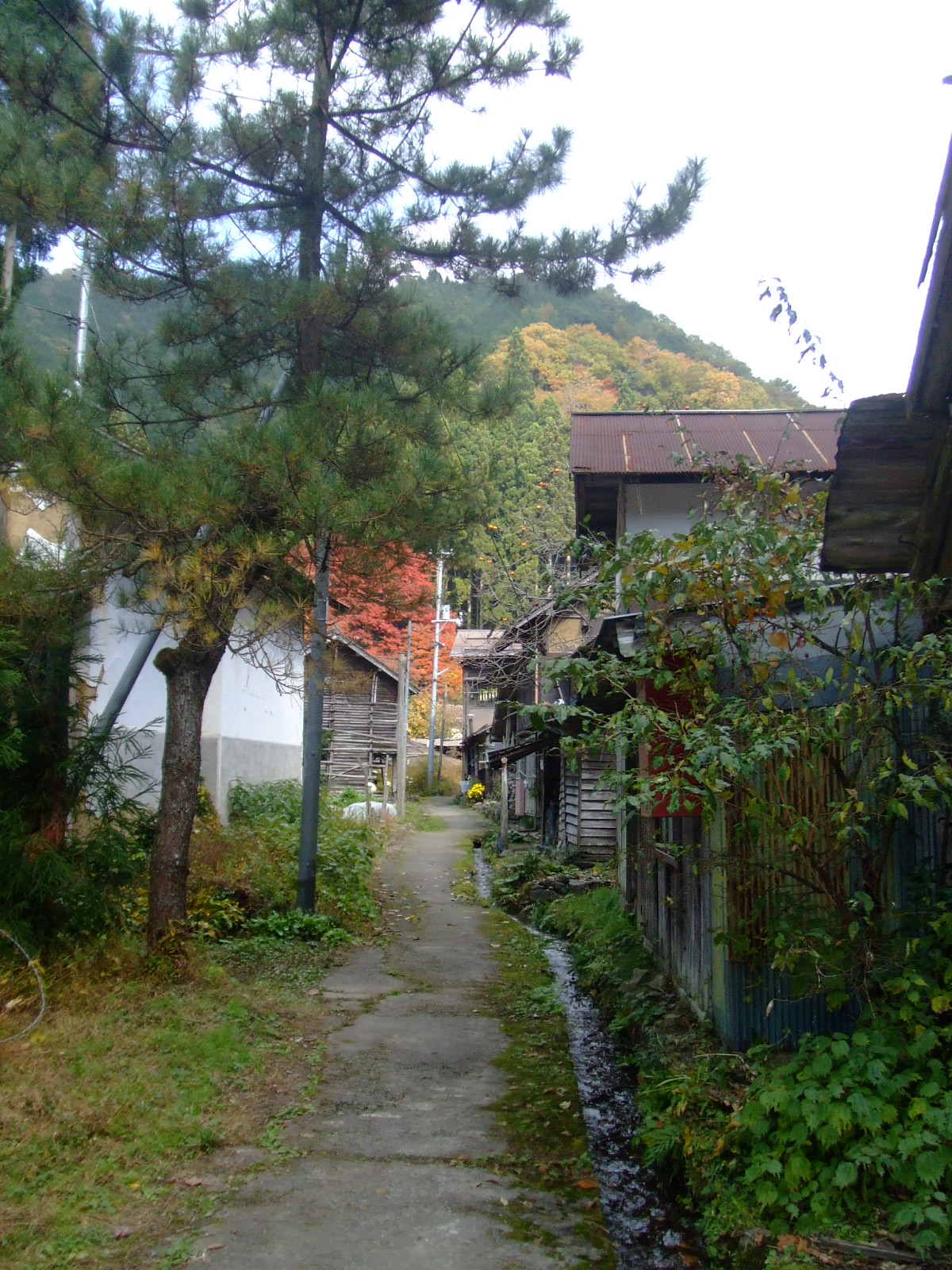
板井原集落の路地（六尺道）

板井原集落（いたいばらしゅうらく）は鳥取県八頭郡智頭町にある山村集落。県選定伝統的建造物群保存地区。牛臥山や海上山など周囲の山々の間に沈みこんだ集落には平家落人の隠れ里の伝説が残る。

## 概要
智頭往来が通る智頭宿の牛臥山の裏側の山間部、千代川水系板井原川（赤波川）の谷間の標高約430メートルに位置する集落で、江戸時代は農業と炭焼き、明治は養蚕で栄えた。集落は上流側の智頭町に位置する上板井原と、鳥取市（旧：用瀬町）に位置する板井原の2つからなるが、鳥取市側の板井原は1975年に廃村となったため、板井原集落といえば通常は上板井原地区を指す。養蚕最盛期には複数の土蔵を備えた邸宅があったが、古峠の下を抜けるトンネルが開通した1967年以降、急速に過疎化が進んだ。近年になって江戸時代の地割をそのまま残すこの地区が文化遺産として注目されるようになり、「日本の山村集落の原風景」と贊えられるようにもなった。21世紀になって漸く古民家の保存と再生作業が始まったばかりである。
集落内の110棟余の建物はほぼ全てが1965年（昭和40年）以前の建築で、その内23棟は江戸時代から昭和初期にかけて建てられたものである。建物正面に杉の大材を用いた縁桁が見られ、杉の産地である智頭の特徴が見られる。明治以前の建物は茅葺であったが、養蚕の盛んになった大正以降は杉皮葺のものが多くなり、昭和になるとトタン葺屋根に変えられるものが多くなった。昭和30年代の日本の風景を今に伝える集落である。
2004年（平成16年）2月3日、都道府県選定では全国初となる伝統的建造物群保存地区に選定された。
なお現在まで、自動車が集落内に入ったことはない。

## 名所・旧跡

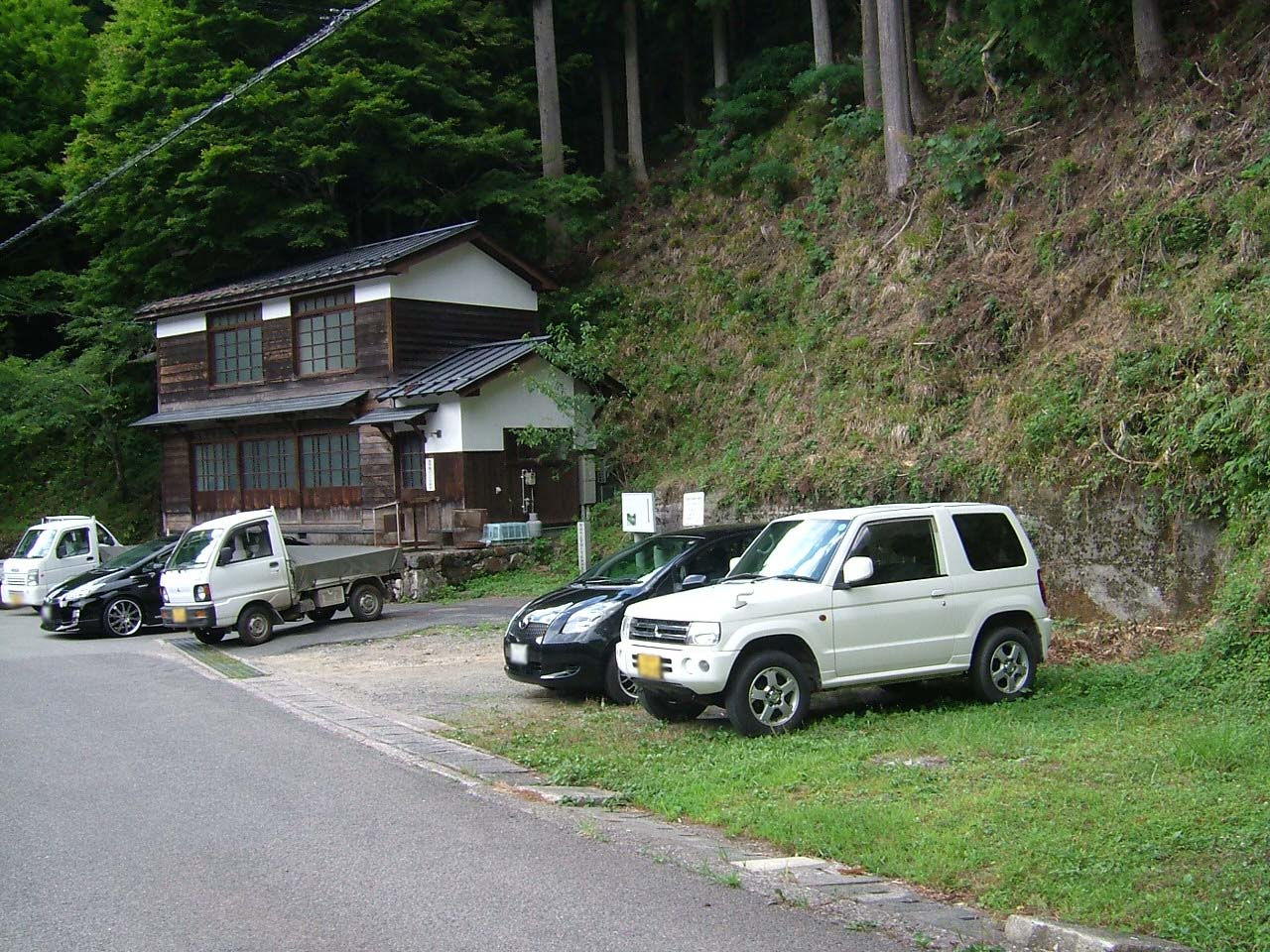
板井原公民館（旧：智頭小学校板井原分校）

- 板井原公民館 - 国登録有形文化財。昭和前期に建設された木造2階建の小学校校舎を公民館として使用[2]。
- 六尺道 - 集落の中央を東北東から西南西に流れる川沿いにある、この集落のメインストリート。名称のとおり、道幅が1.8mほど（6尺）である
- 藤原家住宅 - 1899年（明治32年）再建、入母屋造り、茅葺、3つの蔵と養蚕場を備える。智頭町指定文化財
- 六地蔵 - 六体地蔵とも称される。1823年（文政6年）建立。村境にある
- 大日堂 - 堂の谷にある江戸時代のお堂。弘法大師像安置
- 向山神社
- 野土香 - 100年前の古民家を復元したもの。1楷が喫茶店、2階ギャラリー
- 火間土 - 古民家を活用したレストラン。竈で炊いたご飯と伝統的な日本の農村の食事。日曜のみ営業。
- 古民家の喫茶店ギャラリー「和佳（のどか）」 - 養蚕農家建築で、1階を喫茶店、2階をギャラリーに活用
- 向山神社
- 板井原ふるさと館 - 2014年11月にオープンした展示施設。

## 所在地
〒689-1401 鳥取県智頭町市瀬板井原

## 交通アクセス
- 智頭急行および西日本旅客鉄道因美線 智頭駅から車約10分（約4km、徒歩なら60分）

## 周辺
- 智頭宿
- 芦津渓谷